# Sant Carles de la Ràpita
Sant Carles de la Ràpita – gmina w Hiszpanii, w prowincji Tarragona, w Katalonii, o powierzchni 52,23 km². W 2011 roku gmina liczyła 15 232 mieszkańców.